# David Copperfield (Zauberkünstler)

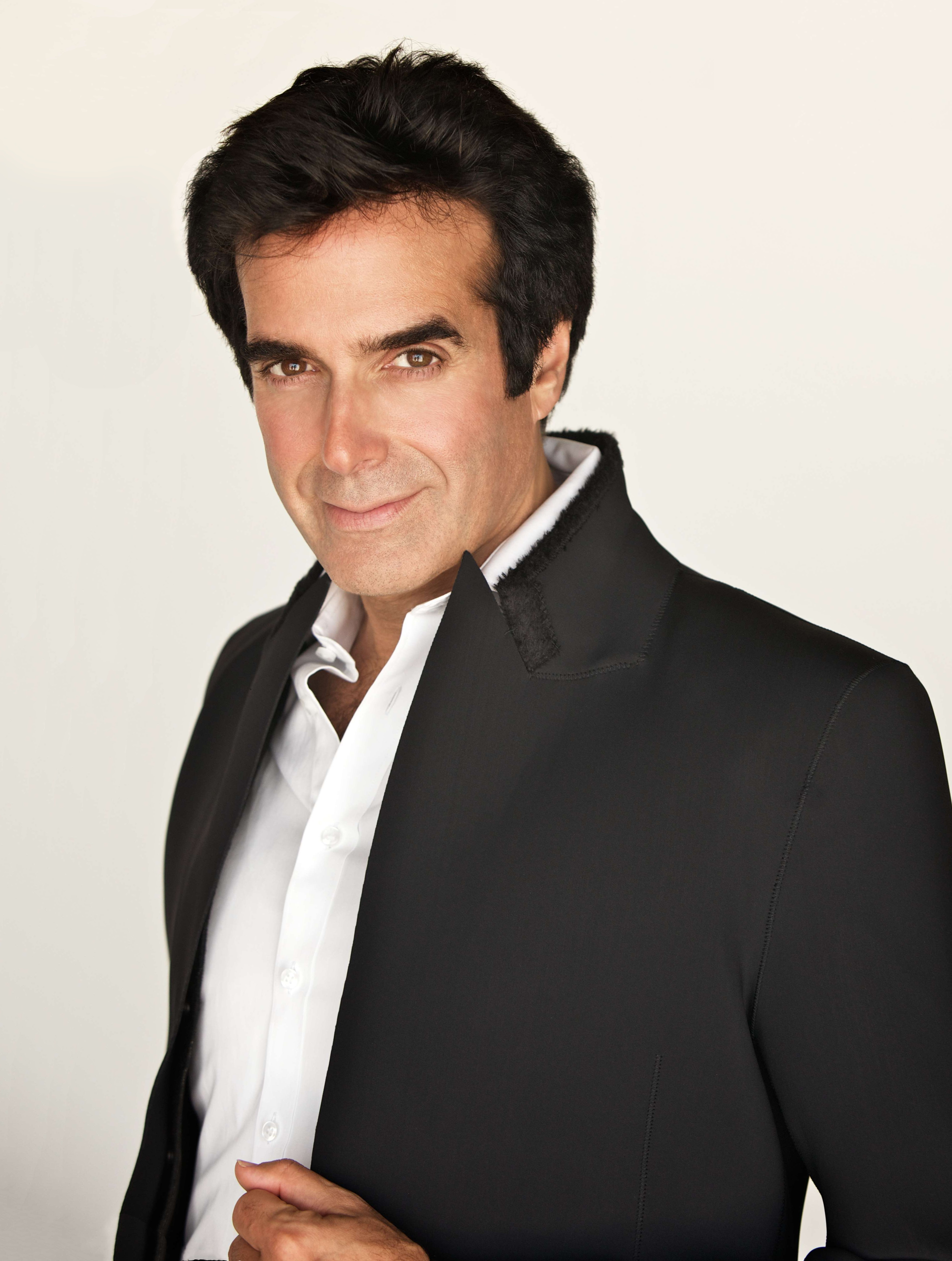
David Copperfield (2011)

David Copperfield (geboren am 16. September 1956 in Metuchen, New Jersey, als David Seth Kotkin) ist ein US-amerikanischer Zauberkünstler. Seit den 1970er Jahren wurde er durch zahlreiche TV-Auftritte bekannt. Copperfield tritt jährlich in bis zu 600 Live-Shows in aller Welt auf und hat so viele Tickets wie kein anderer Solokünstler verkauft.

## Künstlerischer Werdegang
David Kotkin, der in bürgerlichen Verhältnissen aufwuchs und dessen Eltern ein Herrenmodegeschäft in Metuchen betrieben, lernte in einem Ferienlager für Bauchredner seine ersten Zaubertricks. Nachdem der kanadische Zauberer Doug Henning das Genre „Zaubermusical“ erfunden hatte, wurde Kotkin mit nur 17 Jahren in dem Musical The Magic Man besetzt. Anfangs hatte sich der Sohn jüdischer Einwanderer aus Russland „Davino“ genannt; wegen des eleganten Klanges entschied er sich später – nach der Hauptfigur aus dem gleichnamigen Roman von Charles Dickens – für David Copperfield.
Doug Henning, der auch Pionier der fernsehgerechten Zauberkunst gewesen war und das seit Kalanag ausgestorbene Metier „Großillusionsshow“ wiederbelebt hatte, zog sich aus der Zauberkunst überraschend zurück und verkaufte seine Requisiten an Copperfield. Dieser übernahm auch den Sendeplatz des jährlichen Weihnachtsspecials sowie Hennings Berater. In seinen ersten TV-Shows inszenierte Copperfield Zaubernummern in Form von Spielszenen und eiferte dem Entfesselungskünstler Harry Houdini nach.
Um sein jährliches TV-Special mit einem jeweils spektakuläreren Trick zu bewerben, ließ Copperfield immer größere Gegenstände wie zunächst einen Ferrari und dann sogar ein ganzes Flugzeug verschwinden. Hennings Berater Jim Steinmeyer überzeugte Copperfield als weitere Steigerung, nunmehr die Freiheitsstatue während einer Live-Show verschwinden zu lassen. Nach der 1983 mit sensationell hohen Quoten gelaufenen Sendung war Copperfield kein Zauberkünstler mehr, sondern „der Mann, der die Freiheitsstatue verschwinden ließ“. Hatte er zuvor seine Show durch Gaststars aufgewertet, so war er inzwischen selbst zum Star geworden. In dem Film Monster im Nachtexpreß wurde er für die Rolle eines Zauberkünstlers besetzt. Sein Stil entsprach der damaligen Show-Konvention, spielte oft auf aktuelle Filme an und war vom Musical geprägt. Jedoch verwendete Copperfield vereinzelt auch aktuellere Musik wie die von Earth, Wind and Fire, zu deren Bühnen-Show wiederum Copperfield Spezialeffekte beigesteuert hatte. 1987 war er mit einem Cameo-Auftritt in Michael Jacksons Video zu Liberian Girl vertreten, für dessen spätere Dangerous-Tournee Copperfield Illusionstechnik beisteuerte.

### Fernseh-Specials
In seinen jährlichen Fernsehshows musste Copperfield nach der verschwundenen Freiheitsstatue jeweils ähnlich spektakuläre Tricks bieten, die er meistens im Freien inszenierte: eine von Houdini inspirierte Flucht aus Alcatraz (1987), der Gang durch die Chinesische Mauer (1986), ein esoterisches Erscheinenlassen eines Schiffes im Bermuda-Dreieck (1988), die Flucht aus einem zum Abriss gesprengten Gebäude (1989), ein schwebender und in der Luft verschwindender Waggon des Orient-Expresses (1991), eine Entfesselung in den Niagarafällen (1990) usw. Während seine Shows mit inzwischen 21 Emmys ausgezeichnet wurden, waren seine ohne Live-Publikum abgefilmten Illusionen, wie ein Schweben durch den Grand Canyon oder die spielfilmartige Show im Bermuda-Dreieck, künstlerische Sackgassen, die er umgehend wieder verließ.

## Gegenwart

### Tournee
Er bereist mit seiner aufwendigen Illusionsshow viele Teile der Welt, gastiert jedoch überwiegend in Las Vegas. Hier hat sich die Show seit 2013 erheblich verändert.

### Projekt Magic
Copperfield ist seit Jahrzehnten Schirmherr der US-amerikanischen Behindertensportler bei den Paralympics. Er rief mit dem Projekt Magic ein Programm ins Leben, bei dem Kinder in Krankenhäusern durch das Erlernen von Zauberkunststücken Motivation und Selbstvertrauen zurückerwerben.

### Zauber-Museum
Copperfield begann in den 1990er Jahren, historische Requisiten und magische Memorabilia zu sammeln. So erwarb er u. a. die umfangreiche John-Mulholland-Bücherei, Harry Houdinis Zauberkoffer und das Gewehr, mit dem seinerzeit Chung Ling Soo auf der Bühne erschossen worden war. Sein Zaubermuseum befindet sich im secret warehouse, einem geheim gehaltenen Lagerhaus in Las Vegas, das nur Zauberkollegen zugänglich ist.

### Musha Cay
Auf seiner Bahamas-Insel Musha Cay, die auch eine Rolle in seiner Bühnenshow spielt, ließ Copperfield ein Privatresort errichten. Am „Copperfield Bay“ können Betuchte wie etwa Prominente absteigen, ohne von Paparazzi u. ä. belästigt zu werden. Copperfield gehören auch drei benachbarte Inseln der Exuma-Kette.

### Privates
Copperfield war von 1993 bis 1999 mit dem deutschen Model und Schauspielerin Claudia Schiffer liiert.
Nach Presseberichten hat Copperfield mit dem tschechischen Model Maria Petličková einen Sohn und eine Tochter. Petličková bewohnt mit den Kindern eine Villa in der Nähe von Las Vegas. Das 1,5 Millionen Dollar teure Anwesen gehört einer Copperfield-Firma.
Sein Vermögen wird auf 800 Millionen US-Dollar geschätzt.

## Anschuldigungen wegen sexuellen Missbrauchs
Copperfield wurde erstmals 2007 von einer Frau des sexuellen Missbrauchs bezichtigt. Eine Grand Jury in Seattle stellte die Ermittlungen jedoch im Januar 2010 ohne Anklageerhebung ein. Im Januar 2018 wurde Copperfield beschuldigt, 1988 einen Teenager unter Drogen gesetzt und sexuell missbraucht zu haben.
Im Januar 2024 wurde Copperfield als einer der Bekannten des amerikanischen Sexualstraftäters Jeffrey Epstein enthüllt. So traf sich Copperfield in den 2000er Jahren mindestens dreimal mit Epstein und hinterließ Nachrichten auf dessen Telefon. Die Aussagen einer Zeugin deuteten außerdem darauf hin, dass Copperfield von Epsteins Rekrutierung von Mädchen und jungen Frauen wusste.
Im Mai 2024 veröffentlichte The Guardian eine Untersuchung, in der 16 Frauen Copperfield sexuelles Fehlverhalten und unangemessenes Verhalten vorwarfen, wobei sich die mutmaßlichen Vorfälle über einen Zeitraum von Ende der 1980er Jahre bis 2014 erstreckten. Die Vorwürfe umfassen unter anderem, dass Copperfield drei Frauen unter Drogen gesetzt und missbraucht haben soll. Mehr als die Hälfte der Vorwürfe stammten von Frauen, die zum Zeitpunkt der mutmaßlichen Vorfälle noch minderjährig waren. Die Anwälte von Copperfield dementierten in Reaktion auf die Artikel des Guardian alle Vorwürfe.

## Zuschauer wird bei Trick verletzt
Für den Zaubertrick „13“, bei dem 13 Menschen von der Bühne verschwinden und wenig später im Publikum wieder erscheinen, wurden aus dem Publikum Freiwillige ausgewählt. Ein Brite stolperte nach eigener Aussage in einem dunklen Gang, der von der Bühne wegführte, und verletzte sich schwer. Copperfield wurde vom Verschulden der Verletzung freigesprochen, musste jedoch den Geschworenen den Trick erläutern. Copperfield führt den Trick seit 2015 nicht mehr auf.

## Höhepunkte
- 1968: Aufnahme als jüngster Magier und Illusionist in der Geschichte der Society of American Magicians
- 1972: Aktiver Unterricht an der New York University über die Kunst der Magie
- 1974: Star und kreativer Kopf von The Magic Man, einer Musical-Komödie, welche die längste Laufzeit in der Geschichte Chicagos erzielte
- 1977: The Magic of ABC präsentiert Copperfields Magie und 14 Stars des Senders, um die kommende Fernsehsaison anzukündigen
- 1979: The Magic of David Copperfield II erhält mehrere Emmy-Nominierungen; tricktechnische Beratung für Earth, Wind and Fire; Nebenrolle in Monster im Nachtexpreß
- 1980: Verschwindenlassen eines 100.000-Dollar-Ferrari; The Magic of David Copperfield III wird zu einer der meistgesehenen Shows des Jahres; Wahl zum Magician of the Year
- 1981: Verschwindenlassen eines Lear-Jets
- 1983: Verschwindenlassen der Freiheitsstatue
- 1984: Floating Over the Grand Canyon (im Schneidersitz „schwebt“ er über den Grand Canyon)
- 1986: Gang durch die Chinesische Mauer
- 1987: Flucht aus Alcatraz (Escape from Alcatraz)
- 1989: Flucht aus einem einstürzenden Hochhaus (Explosive Encounter)
- 1991: Verschwindenlassen eines 70 Tonnen schweren Waggons des Orient-Express
- 1992: Flying (Überwinden der Schwerkraft)
- 1993: Fires of Passion (Entfesselung von einem brennenden Seil, das in zehn Metern Höhe in der Luft hängt)
- 1995: Unexplained Forces („Unerklärte Kräfte“, Copperfield zeigt eine Reihe von mystischen Illusionen, teilweise behauptet er, dass Geister bei seinen Kunststücken helfen.)
- 2001: Tornado of Fire (Copperfield stellt sich mit Schutzkleidung in einer Lagerhalle in einen rund 2000 °C heißen Feuertornado.)

## Veröffentlichungen
- David Copperfield’s Tales of the Impossible, mit Janet Berliner, HarperPrism, 1995, ISBN 978-0-06-105492-1
- David Copperfield’s Beyond Imagination, mit Janet Berliner, HarperPrism, 1996, ISBN 978-0-06-105229-3

## Filmografie
- 1980: Monster im Nachtexpreß (Terror Train)
- 2001: Scrubs – Die Anfänger (Folge: Mein Glückstag)
- 2013: Der unglaubliche Burt Wonderstone (The Incredible Burt Wonderstone)

Als Produzent:
- 2016: Die Unfassbaren 2 – Now You See Me

## Ehrungen
Copperfield hat heute einen Platz in der Hall of Fame der Society of American Magicians.
Dazu hat er auf dem Hollywood Walk of Fame (Kategorie Bühne) einen Stern (7021 Hollywood Boulevard).